# Wilhelm Stieda
Wilhelm Karl Stieda (født 1. april 1852 i Riga, død 21. marts 1933 i Leipzig) var en tysk statistiker og socialhistoriker.
Stieda var 1878-82 professor i Dorpat, 1882—84 knyttet til det tyske riges statistiske centralbureau, 1884—98 professor i statsvidenskaber i Rostock, derefter i Leipzig. Foruden at udgive en hel række selvstændige,
socialstatistiske og historiske undersøgelser har Stieda redigeret de af Verein für Sozialpolitik iværksatte, omfangsrige Untersuchungen über die Lage des Hausiergewerbes in Deutschland ("Schriften des Vereins", bind 77—81, 83, 88, Leipzig 1878—99) og foretaget en nybearbejdelse af Wilhelm Roschers Nationalökonomik des Handels- und Gewerbfleisses (7. udgave 1899), hvorhos han har leveret et større antal artikler til Handbuch der Staatswissenschaft.. Et af hovedemnerne for hans studier var Hansaens kommercielle historie.